# Insuficiencia aórtica
La insuficiencia aórtica (IA), conocida también como regurgitación aórtica, es un trastorno de la válvula aórtica del corazón, caracterizado por reflujo de sangre desde la aorta hacia el ventrículo izquierdo durante la diástole ventricular, es decir, cuando los ventrículos se relajan. Puede ser debida a anormalidades tanto de la válvula misma, como de la porción proximal de la aorta.

## Etiología

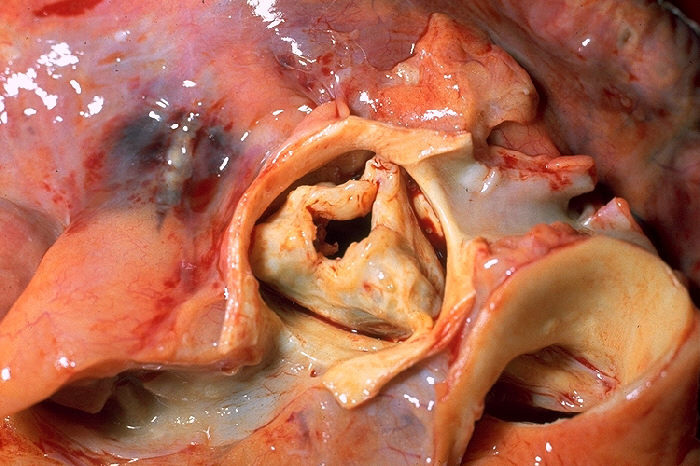
Estenosis de la arteria aorta.

Aproximadamente la mitad de los casos de insuficiencia aórtica son debidas a una dilatación del anillo y de la raíz aórtica, trastorno llamado ectasia anuloaórtica. La dilatación puede ser de naturaleza idiopática en más del 80 % de los casos, o bien por degeneración producida en la vejez y por hipertensión, el síndrome de Marfan, una disección aórtica o sífilis. 
En un 15 % de los casos, se debe a una válvula aórtica bicúspide (un trastorno congénito en el cual más de la mitad de los pacientes presentan insuficiencia aórtica en algún momento de su vida), mientras que otro 15 % es debido a una retracción de las valvas como parte de un proceso post-inflamatorio de endocarditis por fiebre reumática.

## Patogenia
Cuando la válvula aórtica funciona normalmente, solo se abre cuando la presión en el ventrículo izquierdo (VI) es mayor a la presión en la aorta. Esto permite que la sangre sea expulsada desde el VI hacia la aorta durante la sístole ventricular. Después de la contracción, la presión en el ventrículo gradualmente disminuye a medida que se relaja el ventrículo y se prepara para llenarse de nuevo de sangre proveniente de la aurícula izquierda. Esta relajación del VI, durante la diástole ventricular temprana, causa una caída de presión en el VI. Cuando la presión del VI cae por debajo de la presión en la aorta, la válvula aórtica se cierra, previniendo que la sangre en la aorta vuelva al VI. 
En la insuficiencia aórtica, cuando la presión en el ventrículo izquierdo cae por debajo de la presión de la aorta, la válvula aórtica no es capaz de cerrar completamente. Esto causa un regreso de sangre de la aorta al ventrículo izquierdo. Eso significa que parte de la sangre que ya había sido expulsada del ventrículo, "regurgita" de vuelta al corazón. El porcentaje de sangre que ha salido del ventrículo izquierdo y que regresa de vuelta al corazón a través de la válvula aórtica, a causa de una insuficiencia aórtica, se le llama fracción regurgitante. Por ejemplo, un individuo con una IA que tenga un volumen de eyección de 100 mililitros y si durante la diástole ventricular, 25 ml del volumen de eyección regurgita de vuelta por la válvula aórtica, se ha producido una fracción de regurgitación del 25 %. Una fracción de regurgitación grave está por encima de 40 %, una fracción de regurgitación de 20 % o menos es ligera, y entre 20 % y 40 % es una fracción regurgitante moderada. El flujo regurgitante causa una disminución de la presión sanguínea diastólica en la aorta, y por ende, un incremento en la presión de pulso (uno de los componentes de la tensión arterial), es decir, la diferencia entre la presión sistólica y la presión diastólica, es mayor, algo que no necesariamente implica que haya hipertensión.
Debido a que parte de la sangre que es expulsada durante la sístole regurgita de vuelta al ventrículo izquierdo durante la diástole, hay un disminuido flujo anterógrado en una insuficiencia aórtica. Una insuficiencia aórtica causa, tanto una sobrecarga de volumen (aumento de la precarga) como de presión (aumento en la poscarga) en el corazón.
La sobrecarga de presión, producido por la elevada presión de pulso e hipertensión, causa hipertrofia ventricular izquierda. La hipertrofia del ventrículo izquierdo en la insuficiencia aórtica es concéntrica y excéntrica. La hipertrofia concéntrica es debida a la hipertensión asociada a la insuficiencia aórtica, mientras que la hipertrofia excéntrica es por razón del volumen de sobrecarga causada por la fracción de regurgitación. La hipertrofia y dilatación del ventrículo izquierdo en la insuficiencia aórtica crónica es un mecanismo de compensación ineficaz y, por lo tanto provoca la aparición de la mayoría de los síntomas en el individuo.

## Complicaciones
Las secuelas hemodinámicas de la insuficiencia aórtica (IA) son dependientes de la velocidad de instalación del trastorno. La IA aguda y la IA crónica tendrán hemodinámicas diferentes y los pacientes presentarán signos y síntomas variados.

### Insuficiencia aórtica aguda
En la IA aguda, tal como se ve en la perforación aguda de la válvula aórtica por endocarditis, se observa un incremento abrupto en el volumen de sangre en el ventrículo izquierdo. El ventrículo, incapaz de tolerar la repentina sobrecarga hemodinámica, se descompensa, causando mayor presión en la aurícula izquierda y el individuo desarrolla una insuficiencia cardíaca congestiva debido al aumento de la presión en la aurícula izquierda generando un reflujo hacia las venas pulmonares , generando un aumento de la presión a nivel de la circulación pulmonar generando los sistomas de insuficiencia cardiaca congestiva, con clínica de disnea.
La insuficiencia aórtica aguda grave es considerada una emergencia médica. Hay una elevada tasa de mortalidad cuando el individuo no se somete a una intervención quirúrgica inmediata para reemplazar la válvula aórtica. Si la IA aguda es debida a endocarditis de la válvula aórtica, existe un riesgo de que la nueva válvula sea receptáculo para la bacteria infectante.

### Insuficiencia aórtica crónica

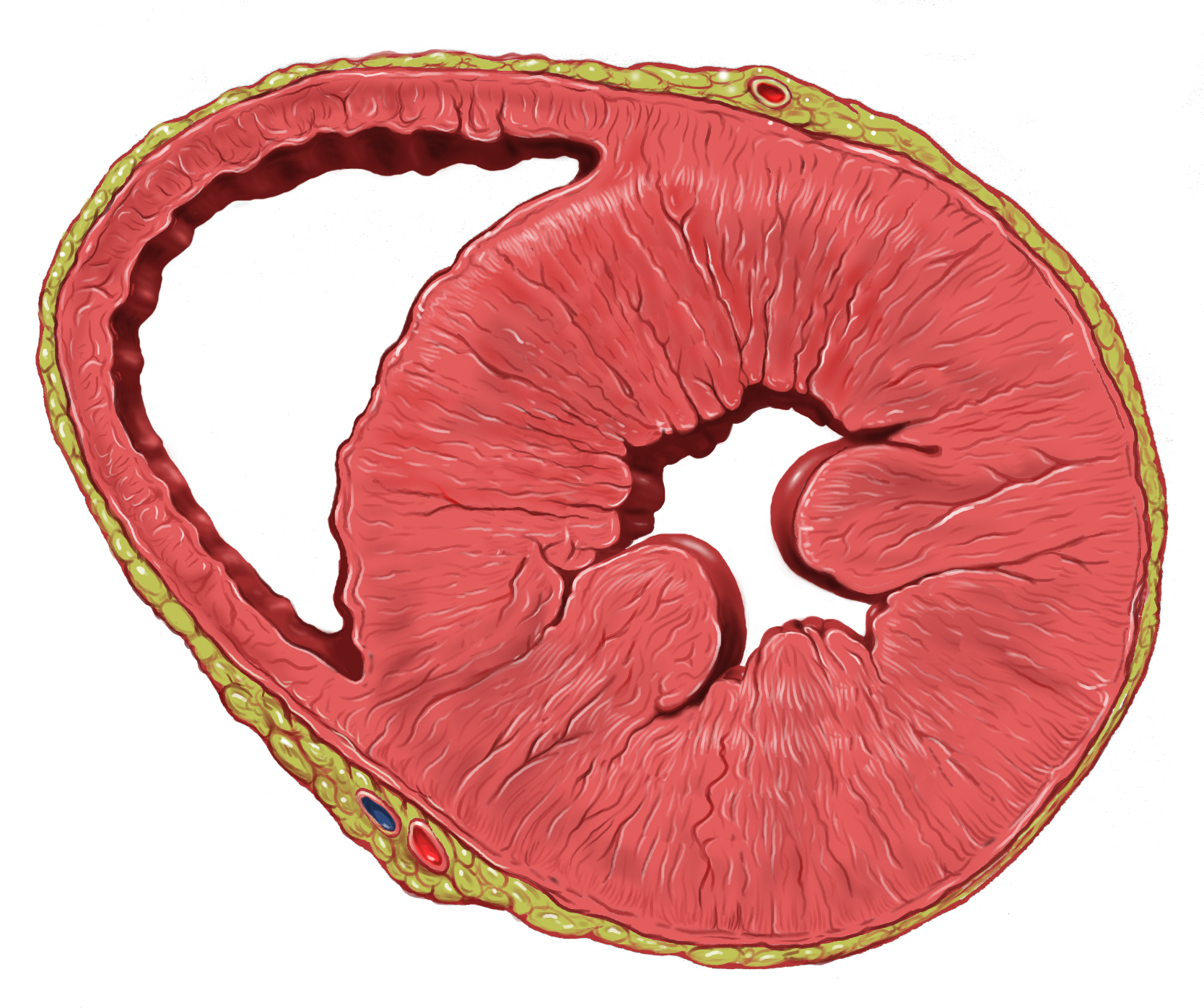
Hipertrofia del ventrículo izquierdo del corazón, vista inferior.

Si el individuo sobrevive el trastorno hemodinámico inicial presentado en la IA aguda, el ventrículo izquierdo se adapta por medio de una hipertrofia excéntrica y dilatación, compensando el volumen de sobrecarga. Las presiones de llenado del ventrículo izquierdo regresarán a valores normales y el individuo se sobrepondrá de la insuficiencia cardíaca. 
En esta fase compensada, el individuo puede verse enteramente asintomático, incluyendo una tolerancia al ejercicio normal. Eventualmente, por lo general después de un período de latencia, el ventrículo izquierdo volverá a descompensarse, y las presiones de llenado aumentarán. La mayoría de los pacientes presentarán síntomas de congestión cardíaca, mientras que otros llegarán a esta fase descompensada asintomáticos. El tratamiento de la IA por reemplazo de la válvula aórtica deberá ser instalado previo a esta fase descompensada.

## Cuadro clínico
El examen físico de un individuo con insuficiencia aórtica incluye la auscultación del corazón en busca de ruidos característicos de la IA, en especial el cuarto sonido, llamado S4, el cual indica un llenado del ventrículo izquierdo en el contexto de una pared ventricular hipertrofiada. El soplo cardíaco de una insuficiencia aórtica crónica, llamado retumbo de Austin-Flint con chorros regurgitantes más severos, se describe típicamente como iniciándose en la diástole temprana y disminuye durante el corto espacio de tiempo diastólico, por lo que es más fácil escucharlo en el foco aórtico (el reborde esternal derecho) y cuando el paciente está sentado y se inclina hacia adelante con su respiración sostenida en espiración. El soplo es por lo general suave y raramente causa irradiación paraesternal, en cuyo caso se debe excluir una aneurisma aórtica.
Los signos físicos periféricos de una insuficiencia aórtica se relacionan a una presión de pulso elevada y al rápido descenso en la presión sanguínea (<70 mmHg) durante la diástole:
- Pulso celer con colapso diastólico rápido y brusco, también llamado "pulso en martillo de agua", haciéndose un tanto más notorio cuando el paciente levanta el antebrazo por encima del nivel del corazón.[15]
- Pulso de Corrigan: un pulso en la carótida con una expansión o ascenso rápido y seguido por un colapso abrupto.[16]
- Signo de Musset: el paciente mueve la cabeza rítmicamente, descrito como un baile, al son del latido del corazón.[17]
- Signo de Quincke, pulsación rítmica del lecho ungüeal, en especial al comprimir levemente la uña.[18]
- Signo de Duroziez, es un soplo aórtico que suena como pistolazos sobre la arteria femoral cuando ésta se comprime con el estetoscopio, tanto en sístole como en diástole.[17]
- Signo de Traube, es un sonido doble que se oye sobre la arteria femoral al comprimirla distalmente.
- Signo de Lincoln, Se debe a una hiperpulsatilidad de la arteria poplítea que se observa con las piernas cruzadas.  Se sospecha que Abraham Lincoln padeció insuficiencia aórtica como consecuencia de un síndrome de Marfan.
- Signo de Rosenbach, Hígado pulsátil
- Signo de Gerhard, Bazo pulsátil.
- Signo de Biferiens, pulso de doble levantamiento sistólico que se percibe  al palpar el pulso carotídeo y periférico.

Otros signos de esta variada semiología, incluyen el signo de Landolfi (constricción y dilatación alternante de la pupila), el signo de Becker (pulsación de los vasos retinianos), signo de Müller (pulsación de la úvula), signo de Mayne (caída de >15 mmHg en la presión arterial al subir el brazo) y el signo de Hill (una diferencia de presiones poplítea y braquial ≥ 20 mmHg en casos más severos). Ninguno de los signos anteriores son suficientes por sí solos en el diagnóstico correcto de la insuficiencia aórtica. De importante valor clínico es el soplo diastólico con o sin los síntomas mencionados.

## Diagnóstico

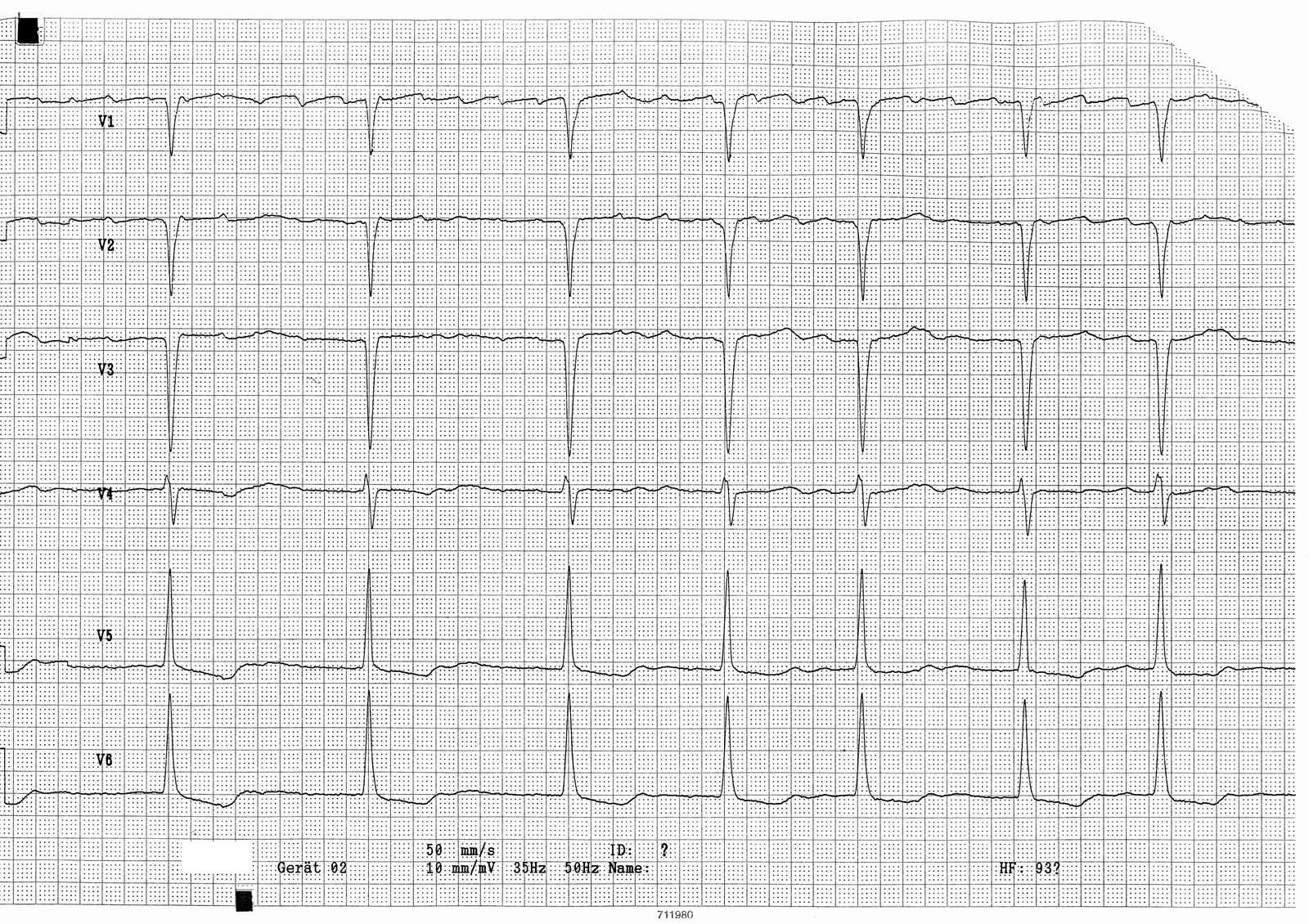
ECG de paciente femenino de 84 años de edad con insuficiencia aórtica, mostrando hipertrofia ventricular (véase inversión del eje eléctrico hacia la izquierda) y depresión del segmento ST (más difícil de visualizar por la marcada fibrilación auricular).

Adicional al examen físico, el examen más común usado para la evaluación de la severidad de una insuficiencia aórtica es el ecocardiograma, que es un ultrasonido del corazón, el cual provee imágenes bidimensionales (y en ocasiones, tridimensionales) del tamaño, la forma y el movimiento del corazón y sus válvulas y del chorro regurgitante aórtico (por ejemplo, <60 % del volumen de eyección ventricular) y permite medir la velocidad (generalmente <250 milisegundos) y el volumen del chorro. El ecocardiograma puede además encontrar terminación temprana del flujo mitral (debido al aumento de la presión en el VI) y reverso temprano del flujo diastólico en la aorta descendiente, así como estudios de seguimiento y revaluación en pacientes estables habiendo o no pasado por una intervención quirúrgica. El electrocardiograma puede mostrar hipertrofia del ventrículo izquierdo, de existir, por razón de la sobrecarga diastólica, traduciéndose en un aumento del voltaje en las derivaciones izquierdas. La radiografía del tórax muestra un agrandamiento del ventrículo izquierdo, y los exámenes de laboratorio puede ayudar a descartar otras patologías cardíacas y sistémicas causales de signos y síntomas similares a las del paciente con IA.

## Tratamiento
La insuficiencia aórtica puede ser tratada médicamente o quirúrgicamente, dependiendo de lo agudo de la presentación, los síntomas y signos asociados al proceso de la enfermedad y del grado de disfunción del ventrículo izquierdo.
El tratamiento quirúrgico se amerita por lo general previo a una caída en la fracción de eyección del ventrículo izquierdo por debajo del 55 % o cuando la dimensión del ventrículo izquierdo aumenta por encima de 55 mm, indiferente de los síntomas. Si alguno de estos umbrales es traspasado, el pronóstico, por lo general, tiende a empeorar. Existen controversias entre los expertos, en relación con el tratamiento quirúrgico de pacientes con IA grave asintomáticos, en particular si la fracción de eyección aún no se ha deteriorado.
| Síntomas | Fracción de Eyección | Otra información                                                       |
| --- | -------------------- | ---------------------------------------------------------------------- |
| NYHA clases III-IV | ≥ 50 %               |                                                                        |
| NYHA clase II | ≥ 50 %               | Progresión de síntomas o empeoramiento de parámetros ecocardiográficos |
| CHA clase ≥ II angina | ≥ 50 %               |                                                                        |
| Indiferente de los síntomas                                                                                                  | 25-49 %              |                                                                        |
| Cirugía cardíaca por otra causa, p. ej., cardiopatía isquémica, otra enfermedad valvular, o aneurisma de la aorta ascendente |                      |                                                                        |

### Tratamiento médico
La terapia médica para la insuficiencia aórtica crónica incluye el uso de vasodilatadores. Ciertas pruebas han mostrado beneficios por un breve término, en el uso de IECAs, nifedipina, e hidralazina en el mejoramiento del estrés sobre la pared del ventrículo izquierdo y de la fracción de eyección y en el mantenimiento de la masa ventricular. El objetivo del uso de estos agentes farmacológicos es reducir la poscarga para, en lo posible, salvaguardar el ventrículo izquierdo. La fracción regurgitante puede que no cambie significativamente, debido a que el gradiente entre las presiones aórtica y ventricular es usualmente bajo en el inicio del tratamiento. El uso de estos vasodilatadores solo se indica en pacientes quienes, además de la IA, cursan con hipertensión.

### Tratamiento quirúrgico
La opción quirúrgica de preferencia es el reemplazo de la válvula aórtica. Por ahora, es una operación a corazón abierto, requiriendo que el individuo sea puesto en un bypass cardiopulmonar. De no haber contraindicaciones absolutas, todos aquellos con IA aguda grave, deberían ser intervenidos quirúrgicamente. Quienes presenten bacteriemia con endocarditis de la válvula aórtica no deberían esperar que el tratamiento antibiótico surta efecto, dada la altísima tasa de mortalidad asociada con la IA aguda. 
En el futuro, se espera que sea factible el reemplazo de la válvula aórtica por vía percutánea.

## Profilaxis
Con excepción de la prevención de la endocarditis infecciosa y reumática, la insuficiencia aórtica es una condición no prevenible, aunque algunas de sus complicaciones pueden serlo. Una vez confirmado el diagnóstico de insuficiencia aórtica, el cardiólogo puede restringir ciertas actividades físicas. El embarazo por lo general no conlleva riesgos mayores, a menos que la IA sea grave, la paciente haya recibido un trasplante valvular o si se está tomando ciertos medicamentos relacionados con IA, en cuyos casos se debe consultar con un cardiólogo antes de considerar el embarazo.